# Лапсуй, Анастасия Тимофеевна
Анастасия Тимофеевна Ла́псуй (род. 10 июля 1944, Яр-Сале, ЯНАО) — ненецкий кинорежиссер, сценарист и радиожурналист, проживающий в Финляндии с 1993 года. Лапсуй вместе с Маркку Лехмускаллио сняла «Семь песен из тундры», первый фильм-повествование на ненецком языке. Лапсуй получила множество наград, в том числе премию Юсси за лучший фильм и главный приз Международного женского кинофестиваля в Кретейле.

## Биография
Анастасия Лапсуй родилась в семье кочевников в Яр-Сале в Ямало-Ненецком автономном округе на северо-западе Сибири в 1944 году. Окончила Салехардское национальное педагогическое училище, а после Уральский государственный университет в Свердловской области. В начале своей карьеры она была радиокорреспондентом в городе Салехарде, а также писала сценарии, а в последствии становится директором студии вещания на национальных языках государственной телерадиокомпании «Ямал». В 1990-1993 годах избиралась в Совет народных депутатов Ямало-Ненецкого автономного округа. Позднее вместе со своим супругом Маркку Лехмускаллио они сняли более 10 фильмов о ненцах, саамах и других коренных народах со всего мира. О фильме «Matkalla» («В пути»), Лапсуй говорит: «Этот фильм имеет для меня особое значение. В нем я представляю свой взгляд на ненецкую религию и загробную жизнь».

## Награды
- 2000, Лучший фильм (скандинавский), Премия Аманды
- 2000, Гран-при, Международный женский кинофестиваль в Кретейле[4].
- 2001, Лучший фильм, Премия Юсси
- 2005, Лучший международный полнометражный фильм, Премия Бёрдс Ай Вью
- 2005, Гран-при «Золотой кентавр» на кинофестивале «Послание к человеку» за фильм «Фата Моргана»[7]
- 2009, Суоми-палкинто (Премия Финляндии)
- 2010, Звание почётного гражданина Ямало-Ненецкого автономного округа[3]
- 2014, Taiteilijaeläke[8]

## Фильмография
- 1993, В образе оленя по небосклону (монтаж, музыка, рассказчик, запись)
- 1994, Потерянный рай (планирование, ненецкий и финский переводы, редактирование, запись)
- 1995, Прощальная хроника (редактирование)
- 1997, Анна (режиссура, рукопись)
- 1998, Жертвоприношение: фильм о лесе (режиссура, планирование, запись, монтаж)
- 1999, Семь песен из тундры (режиссура, костюм, монтаж, постановка, рукопись)
- 2001, Пастух (режиссура, рукопись)
- 2002, Матери жизни (режиссура, монтаж, озвучка, песни)
- 2003, Невеста седьмого неба (режиссура, костюм, рукопись)
- 2004, Фата Моргана (режиссура, монтаж, запись, рукопись)
- 2006, Саамы (руководство, редактирование)
- 2007, В пути (режиссура, сценарий, актер)
- 2008, Путешествие
- 2009, Воскрешение Земли
- 2010, Пудана — последняя в роду
- 2012, 11 изображений человека
- 2015, Цамо
- 2017, Святой (в титрах - Анастасия Лапсуй)